# Lena Jinnegren
Lena Prestbakmo Jinnegren (ur. w 1973 r.) – szwedzka piosenkarka i muzyk, założyciela zespołu folkowego Fotefar.

## Życiorys
W wieku 9 lat napisała swoją pierwszą piosenkę, która trafiła do lokalnej stacji radiowej. W 1987 roku wraz z Cyndee Peters wystąpiła w szwedzkiej telewizji. W 1992 roku ukończyła szkołę i rozpoczęła karierę muzyczną w Sztokholmie.
W 1997 roku ukazała się jej debiutancka płyta These are the words. W późniejszych latach współpracowała m.in. z zespołem Era (śpiewając gościnnie na albumach Era 2 i The Mass), z Ulfem Lundellem oraz z Goran Bregoviciem.
Jeden z koncertów w Salonikach Gorana Bregovica z udziałem Leny Jinnegren nagrano, zaś zapis ukazał się na albumie Silence of the Balkans w 1997 roku.
W 2007 Lena Jinnegren wraz z Ulfem Lundellem zaśpiewała na albumie Under vulkanem piosenkę „Jag saknar dej”.
W latach 2004–2009 Lena Jinnegren tworzyła piosenki, które ukazały się w 2010 roku na albumie Lifetrigger.

## Dyskografia
Solowe
- These are the words (1997)
- Lifetrigger (2010)
- Glød (2010)

Z zespołem Fotefar
- Fest (2008)

Z zespołem Era
- Era 2 (2000)
- The Mass (2003)

Z Goranem Gregoviciem
- Silence of the Balkans (1997)